# Polyétherimide

Structure du poly(bisphénol A-co-4-anhydride nitrophtalique-co-1,3-phénylènediamine), un polyétherimide aromatique.

Les polyétherimides (PEI) font partie des polyimides thermoplastiques. Ce sont des polymères amorphes hautement résistants à la chaleur ; la thermostabilité est due à la présence de la structure imide. Ils sont moins visqueux et donc plus facilement transformables que les polyimides purs à cause de la présence de liaisons éther (-C-O-C-), qui diminue la rigidité des chaînes.
Ces polymères de hautes performances ont été synthétisés pour la première fois en 1982 par General Electric Plastics. Un exemple de famille de PEI commerciaux est l'Ultem de Sabic Innovative Plastics.